# 46e cérémonie des Golden Horse Film Festival and Awards
La 46e cérémonie des Golden Horse Film Festival and Awards s'est déroulée le 28 novembre 2009 au Taoyuan Arts Center à Taoyuan, Taïwan. Organisé par le Taipei Golden Horse Film Festival Executive Committee, ces prix récompensent les meilleurs films en langue chinoise de 2009 et 2010.

## Palmarès

### Meilleur film
- Cannot Live Without You de Leon Dai
  - Cow de Guan Hu
  - Crazy Racer de Ning Hao
  - Visage de Tsai Ming-liang
  - Like a Dream de Clara Law

### Meilleur réalisateur
- Leon Dai pour Cannot Live Without You

### Meilleur acteur
- Nick Cheung pour The Crash
- Huang Bo pour Cow
  - Akira Chen pour Cannot Live Without You
  - Daniel Wu pour Like a Dream

### Meilleure actrice
- Li Bingbing pour The Message